# Carlo Vanzina
Carlo Vanzina (ur. 13 marca 1951 w Rzymie, zm. 8 lipca 2018 tamże) – włoski reżyser i producent filmowy.

## Filmografia

### Reżyser
- 1976 - Miesiąc miodowy we troje (Luna di miele in tre)
- 1983 - Czas na miłość
- 1987 - Moje pierwsze 40 lat
- 1994 - Bohaterowie (I mitici - Colpo gobbo a Milano)
- 1995 - Ja nie mówić po angielski
- 2001 - Przypadkowa narzeczona

### Scenarzysta
- 1976 - Miesiąc miodowy we troje
- 1982 - Na własny rachunek
- 1983 - Czas na miłość
- 1994 - Bohaterowie
- 1995 - Ja nie mówić po angielski
- 2001 - Przypadkowa narzeczona

### Producent
- 1995 - Ja nie mówić po angielski